# Wiel Arets
Wiel Arets (Heerlen, 6 de mayo de 1955) es un arquitecto, teórico de la arquitectura, urbanista y diseñador industrial neerlandés. Fue Decano de la Facultad de Arquitectura del Instituto Tecnológico de Illinois, en Chicago.

## Biografía
Antes de empezar sus estudios de arquitectura en la Technische Universiteit Eindhoven, estudió brevemente ingeniería y física, aunque no llegó a finalizar dichas carreras. Durante su etapa como estudiante, cofundó la revista de arquitectura “Wiederhall”, a la vez que organizó una serie de conferencias impartidas por profesores visitantes que incluían a arquitectos como Zaha Hadid, Tadao Ando o Peter Eisenman, entre otros. Posteriormente organizó la primera exhibición europea de la obra de Tadao Ando.
Su periodo de formación académica se vio influido por la obra del arquitecto holandés Frits Peutz, de quien Arets editó una monografía (FPJ Peutz Architekt 1916-1966) y organizó una exposición itinerante.
Finalizó arquitectura en 1983, y un año después, en 1984, fundó su propio estudio, Wiel Arets Architects, y en el que realizó una serie de viajes a través de los Estados Unidos, Rusia y Japón, donde se entrevistó con varios arquitectos de renombre para, con posterioridad, publicar esas entrevistas en Holanda. El estudio se trasladó a Maastrich en 1997.
En 1991 publicó su primer texto teórico titulado “Una piel de alabastro”, en una monografía del mismo título. 

## Carrera académica
Su actividad como docente y su vinculación con instituciones universitarias es asimismo extensa. En 1986 entró a formar parte del equipo docente de las Academias de Arquitectura de Ámsterdam y Róterdam, trabajando en ellas hasta 1989. Entre 1988 y 1992 hizo lo propio en la Architectural Association de Londres. Entre 1991 y 1994 actuó en calidad de profesor visitante para la Cooper Union de Nueva York y para la Universidad de Columbia. En 1994 fue profesor invitado en la Real Academia Danesa de Bellas Artes de Copenhague.
En 1995 llegó su primer gran cargo, el de Decano del Instituto Berlage de Róterdam, donde se mantendría hasta 2002. En 2005 se convirtió en profesor de la Universidad de Arte de Berlín, y ejerció en tal cargo hasta 2012, compaginándolo entre 2006 y 2012 con una actividad como profesor invitado de la Universidad Politécnica de Madrid. En ese mismo año 2012 se convirtió en Decano de la Facultad de Arquitectura del Instituto Tecnológico de Illinios, manteniéndose como tal hasta 2018.

## Obras
- Fashion Shop Beltgens (Maastricht, 1986-1987)
- Academia de Arte y Arquitectura de Maastricht (1989-1993)
- Sede de la Caja de Ahorros AZL (Heerlen, 1990-1995)
- Torre de apartamentos KNSM Island (Ámsterdam, 1990-1996)
- Estación de Policía (Vaals, 1993-1995)
- Torre Hoge Heren (Róterdam, 1993-2001)
- Estación de Policía (Cuijk, 1994-1997)
- Fábrica y Oficinas Lensvelt (Breda, 1995-1998)
- Biblioteca de la Universidad de Utrecht (1997-2004)
- Casa Hedge (Wijlre, 1998-2001)
- Campus Sport Leidsche Rijn (Utrecht, 1998-2006)
- Oficina y sala de muestras Kwakkel (Apeldoorn, 2000-2006)
- Tea & Coffee Towers, edición limitada para Alessi (2001-2003)
- Torres Osdorp (Ámsterdam, 2002-2008)
- Living Madrid (2002-2008)[5]
- Galería Borzo (Ámsterdam, 2004-2006)
- Euroborg Stadium (Groninga, 2004-2006)
- Il Bagno d’Ot Alessi (2004-2007)
- H House (Maastricht, 2005-2009)
- V Tower (Eindhoven, 2006-2009)
- Hotel Zenden (Maastricht, 2006-2009)
- Media House Schwäbisch Media (Ravensburg, 2012)

## Reconocimientos
Su trabajo se ha visto reconocido a través de numerosos galardones, los cuales se vienen sucediendo desde los comienzos de su carrera profesional.
- Premio Víctor Stuers (1987)
- Premio Köhler Charlotte (1988)
- Premio Maaskant Rotterdam (1989)
- Premio Victor Stuers (1994)
- Premio Mies van der Rohe: Mención especial Arquitecto emergente (1994)
- BNA Kubus (2005)
- iF Product Design Award (2008)
- Good Design Award (2009)
- Premio de Arquitectura de Ámsterdam (2010)
- Premio ContractWorld (2011)